# Malise IV de Strathearn
Malise ou  Maol Íosa IV de Strathearn (mort vers 1329) un noble écossais
7e comte de Strathearn. Il fut un partisan du roi Robert Bruce, contrairement à son père Malise III, qui s'est rangé aux côtés du roi Édouard Ier d'Angleterre.

## Biographie
Malise ou  apparaît pour la première fois dans les sources en janvier 1306, lorsqu'avec sa mère il 
intervient auprès du roi Édouard Ier pour obtenir la libération de son père emprisonné « par erreur ». En 1309 on relève qu'il reçoit des cadeaux et des subsides du roi d'Angleterre néanmoins il rejoint le camp du roi Robert Bruce et combat avec lui lors du siège du chateau de Perth en 1312, alors que son père est parmi les défenseurs anglais. Lors de la prise du château le vieux Malise III est capturé par son fils qui prend ensuite le contrôle du comté de Strathearn. On ne connaît que peu d'éléments de sa vie après cet épisode et il n'apparait plus dans les sources. Il est toutefois l'un des grands seigneurs écossais qui signent la Déclaration d'Arbroath en 1320 .

## Unions et postérité
Le comte Malise IV se marie au moins deux fois. L'identité de sa première femme est inconnue mais elle lui donne un fils et une fille :
- Malise V de Strathearn, qui succède à son père comme 8e comte de Strathearn ;
- Marie ou Maria, qui épouse John Murray de Drumsargard.

Sa seconde épouse vers 1323, est Jeanne ou Joanna, fille de Sir John de Menteith de Ruskie avec qui il n'a pas d'enfant. Après la mort du comte vers 1329, la comtesse douairière se remarie trois fois. Son 3e époux Maurice de Moray ou de Moravia, reçoit le titre de comte de Strathearn après que Malise V en eut été privé.

## Source
- (en) Cynthia J. Neville  « Strathearn, Malise, sixth earl of Strathearn (b. c.1261, d. in or before 1317),  dans  », Oxford Dictionary of National Biography, Oxford University Press, 2004.